# Aloe kaokoensis
Aloe kaokoensis là một loài thực vật có hoa trong họ Măng tây. Loài này được van Jaarsv., Swanepoel & A.E.van Wyk mô tả khoa học đầu tiên năm 2006.